# Rosenbergia drouini
Rosenbergia drouini là một loài bọ cánh cứng trong họ Cerambycidae.